# Cromosoma 8

Cromátida del cromosoma 8.

El cromosoma 8 es uno de los 23 pares de cromosomas de los seres humanos. Posee en torno a 155 millones de pares de bases (el material constituyente del ADN) y representa entre el 4.5% y el 5% del ADN total de la célula.
La identificación de genes en cada uno de los cromosomas es obtenida por medio de diferentes métodos, lo que da lugar a pequeñas variaciones en el número de genes estimados en cada cromosoma, según el método utilizado. Se estima que el cromosoma 8 contiene entre 700 y 1000 genes.

## Genes

### Número de genes
| Base de datos | Genes codificantes de proteínas | ADN no codificante | Pseudogenes | Fecha      | Ref.               |
| ------------- | ------------------------------- | ------------------ | ----------- | ---------- | ------------------ |
| CCDS          | 658                             | --                 | --          | 26/10/2022 | [ 2 ]              |
| HGNC          | 681                             | 369                | 558         | 11/04/2025 | [ 5 ]              |
| Ensembl       | 704                             | 1 188              | 638         | 13/05/2024 | [ 6 ]              |
| UniProt       | 709                             | --                 | --          | 05/02/2025 | [ 7 ]              |
| NCBI          | 706                             | 873                | 688         | 23/08/2024 | [ 8 ] [ 9 ] [ 10 ] |

A continuación se indican algunos de los genes localizados en el cromosoma 8:
- FGFR1: Receptor 1 del factor de crecimiento de fibroblastos.
- GDAP1: Proteína 1 asociada a la diferenciación inducida por gangliódisos.
- LPL: Lipoproteín lipasa.
- MCPH1: Microcefalia, autosómica recesiva 1.
- NBS1: Codifica para una Proteína Nibrina en 8(8q2.1)
- NDRG1: N-myc downstream regulated gene 1.
- NEF3: Neurofilamento 3 (150 kDa medio).
- NEFL: Neurofilamento, polipéptido ligero, 68 kDa.
- SLC39A4: codifica para el transportador de zinc ZIP4.
- SNAI2: Homólogo 2 de snail (Drosophila).
- TG: Tiroglobulina.
- TPA: Activador tisular de plasminógeno.
- VMAT1: Transportador vesicular de monoaminas.
- WRN: Helicasa dependiente de ATP.

### Brazo corto (p)
- Cav1.4: Subunidad alfa 1-F del canal de calcio dependiente de voltaje tipo L. (8p11.23)

### Brazo largo (q)
- AGO2  Argonauta-2, (8q24.3)
- Transportador de zinc ZIP4 gen SLC39A4 (8q24.3)

## Enfermedades asociadas
A continuación se indican algunas de las enfermedades directamente relacionadas con genes contenidos en el cromosoma 8:
- Acrodermatitis enteropática
- Linfoma de Burkitt.
- Enfermedad de Charcot-Marie-Tooth tipo 2.
- Enfermedad de Charcot-Marie-Tooth tipo 4.
- Hipotiroidismo congénito.
- Deficiencia de lipoproteín lipasa.
- Microcefalia primaria.
- Exostosis múltiple hereditaria.
- Síndrome de Pfeiffer.
- Síndrome de Nimega.
- Síndrome de Rothmund-Thomson o poiquilodermia congénita.[11]
- Esquizofrenia, asociada al locus 8p21-22.[12][13][14]
- Convulsión febril, asociada al locus 8q13-q21.[15]
- Síndrome de Waardenburg.
- Síndrome de Werner.
- Acromatopsia.
- Síndrome tricorrinofalángico

## Información adicional
- Gilbert F (2001). «Chromosome 8». Genet Test 5 (4): 345-54. PMID 11960583. doi:10.1089/109065701753617516.
- Nusbaum C et al. (2006). «DNA sequence and analysis of human chromosome 8». Nature 439 (7074): 331-5. PMID 16421571. doi:10.1038/nature04406.

- Datos: Q572848
- Multimedia: Human chromosome 8 / Q572848